# Paços do Concelho de Braga
Os Paços do Concelho de Braga, ou Câmara Municipal de Braga, sede do respectivos município e câmara municipal, localizam-se na Praça do Município, na freguesia de Braga (Maximinos, Sé e Cividade), cidade e município de Braga, distrito do mesmo nome, em Portugal.

## História
Os atuais Paços do Concelho, que vieram substituir uns anteriores, em estilo renascentista, foram mandados construir no século XVIII por proposta do então Arcebispo de Braga, D. José de Bragança, irmão de João V de Portugal.
O edifício, considerado por alguns especialistas como um dos mais notáveis exemplares da arquitetura Barroca na Península Ibérica, foi construído no local da antiga praça de touros. O projecto foi da autoria do arquiteto bracarense André Soares, sendo a sua única obra devidamente documentada na cidade. Apesar da sua construção se ter iniciado em 1753, só foi completamente terminado em 1865.
Encontra-se classificado como Imóvel de Interesse Público desde 2002.

## Caraterísticas

### Exterior
O edifício apresenta dois pisos com 8 grandes janelas cada um. A fachada apresenta simetria entre as janelas que compõem o rés-do-chão e as portas com as varandas do primeiro andar.
Na secção central apresenta uma porta-nicho-frontão, ladeada por fortes pilastras, onde o portal surge ladeado por duas volutas de grandes dimensões.
Do frontão destacam-se igualmente várias cartelas e a entrada principal, encimada por um nicho primorosamente lavrado, onde se encontra inserida a imagem de Nossa Senhora do Livramento colocada num acrotério. Esta escultura encontrava-se nos antigos Paços do Concelho edificados, junto à Sé Catedral, demolidos em 1775, passando para a Sé, onde esteve vários anos, vindo depois a ocupar o lugar onde se encontra atualmente.